# Scottish First Division 2006-2007
La Scottish First Division 2006-2007 è stata la 101ª edizione della seconda serie del campionato di calcio scozzese, la 12ª edizione nel formato corrente di 10 squadre, sotto l'organizzazione della Scottish Football League (SFL). La stagione è iniziata il 5 agosto 2006 e si è conclusa il 12 maggio 2007.

Il Gretna ha vinto il campionato ed è stato promosso direttamente in Scottish Premier League.

L'Airdrie United è stato retrocesso in Scottish Second Division dopo aver perso i playoff. Il Ross County, classificatosi all'ultimo posto, è stato retrocesso direttamente in Scottish Second Division.

## Stagione

### Novità
Dalla First Division 2005-2006 il St. Mirren, primo classificato, è stato promosso in Premier League 2006-2007. Il Brechin City è stato retrocesso in Second Division 2006-2007 dopo aver perso i playoff. Lo Stranraer, classificatosi all'ultimo posto, è stato retrocesso direttamente in Second Division 2006-2007.

Dalla Premier League 2005-2006 è stato retrocesso il Livingston. Dalla Second Division 2005-2006 sono stati promossi il Gretna, primo classificato, e il Partick Thistle, vincitore dei playoff.

### Formula
Il campionato è composto di 10 squadre che si affrontano in un doppio girone di andata-ritorno per un totale di 36 giornate.

La prima classificata viene promossa direttamente in Scottish Premier League. L'ultima classificata viene retrocessa direttamente in Scottish Second Division. La 9ª classificata partecipa ai playoff per un posto in Scottish First Division assieme alla 2ª, alla 3ª e alla 4ª classificata in Scottish Second Division 2006-2007.

## Squadre partecipanti
| Club                | Città       | Stadio                   | Stagione precedente         |
| ------------------- | ----------- | ------------------------ | --------------------------- |
| Airdrie Utd         | Airdrie     | Excelsior Stadium        | 6º posto                    |
| Clyde               | Cumbernauld | Broadwood Stadium        | 5º posto                    |
| Dundee              | Dundee      | Dens Park                | 7º posto                    |
| Gretna              | Gretna      | Raydale Park             | 1º posto in Second Division |
| Hamilton Academical | Hamilton    | INew Douglas Park        | 3º posto                    |
| Livingston          | Livingston  | Almondvale Stadium       | 12º posto in Premier League |
| Partick Thistle     | Glasgow     | Firhill Stadium          | 4º posto in Second Division |
| Queen of the South  | Dumfries    | Palmerston Park          | 8º posto                    |
| Ross County         | Dingwall    | Victoria Park (Dingwall) | 4º posto                    |
| St. Johnstone       | Perth       | McDiarmid Park           | 2º posto                    |

## Classifica finale
|  | Pos. | Squadra             | Pt | G  | V  | N  | P  | GF | GS | DR  |
|  | ---- | ------------------- | -- | -- | -- | -- | -- | -- | -- | --- |
|  | 1.   | Gretna              | 66 | 36 | 19 | 9  | 8  | 70 | 40 | +30 |
|  | 2.   | St. Johnstone       | 65 | 36 | 19 | 8  | 9  | 65 | 42 | +23 |
|  | 3.   | Dundee              | 53 | 36 | 16 | 5  | 15 | 48 | 42 | +6  |
|  | 4.   | Hamilton Academical | 53 | 36 | 14 | 11 | 11 | 46 | 47 | -1  |
|  | 5.   | Clyde               | 47 | 36 | 11 | 14 | 10 | 46 | 35 | +11 |
|  | 6.   | Livingston          | 45 | 36 | 11 | 12 | 13 | 41 | 46 | -5  |
|  | 7.   | Partick Thistle     | 45 | 36 | 12 | 9  | 15 | 47 | 63 | -16 |
|  | 8.   | Queen of the South  | 41 | 36 | 10 | 11 | 15 | 34 | 54 | -20 |
|  | 9.   | Airdrie Utd         | 40 | 36 | 11 | 7  | 18 | 39 | 50 | -11 |
|  | 10.  | Ross County         | 37 | 36 | 9  | 10 | 17 | 40 | 57 | -17 |

Legenda:

      Promossa in Premier League 2007-2008
 Qualificata ai play-off
      Retrocessa in Second Division 2007-2008
Tre punti a vittoria, uno a pareggio, zero a sconfitta.
La classifica viene stilata secondo i seguenti criteri:
- Punti conquistati
- Differenza reti generale
- Reti totali realizzate
- Punti realizzati negli scontri diretti
- Differenza reti negli scontri diretti
- Reti realizzate negli scontri diretti
- play-off (solo per definire la promozione, la retrocessione e i playoff)

### Verdetti
- Gretna vincitore della Scottish First Division e promosso in Scottish Premier League 2007-2008
- Airdrie United perdente i playoff e retrocesso in Scottish Second Division 2007-2008.
- Ross County retrocesso in Scottish Second Division 2007-2008.

## Spareggi

### Playoff First Division/Second Division
Ai play-off partecipano la 2ª, 3ª e 4ª classificata della Second Division 2006-2007 (Stirling Albion, Raith Rovers, Brechin City) e la 9ª classificata della First Division (Airdrie United).

#### Semifinali
| Squadra 1    | Totale | Squadra 2       | Andata | Ritorno |
| ------------ | ------ | --------------- | ------ | ------- |
| Raith Rovers | 1 – 3  | Stirling Albion | 0 – 0  | 1 – 3   |
| Brechin City | 1 – 6  | Airdrie Utd     | 1 – 3  | 0 - 3   |

#### Finale
| Squadra 1       | Totale | Squadra 2   | Andata | Ritorno |
| --------------- | ------ | ----------- | ------ | ------- |
| Stirling Albion | 5 – 4  | Airdrie Utd | 2 – 2  | 3 – 2   |

## Statistiche

### Classifica marcatori
| Gol |  |  | Giocatore       | Squadra             |
| --- |  |  | --------------- | ------------------- |
| 24  |  |  | Colin McMenamin | Gretna              |
| 18  |  |  | Jason Scotland  | St. Johnstone       |
| 15  |  |  | Mark Roberts    | Partick Thistle     |
| 14  |  |  | Richard Offiong | Hamilton Academical |
| 12  |  |  | Martin Hardie   | St. Johnstone       |
| 12  |  |  | Derek Lyle      | Dundee              |